# Bollnästruck
En Bollnästruck är en mindre dragbil som används till trailertransport inom terminalområden, exempelvis vid lastning/lossning av fartyg med trailers. Hytten är roterbar vilket gör den mycket smidig jämfört med en vanlig lastbil.